# Euproctidion convexa
Euproctidion convexa är en fjärilsart som beskrevs av Erich Martin Hering 1927. Euproctidion convexa ingår i släktet Euproctidion och familjen tofsspinnare. Inga underarter finns listade i Catalogue of Life.